# Ben Lyon
Ben Lyon (Atlanta, 6 febbraio 1901 – Honolulu, 22 marzo 1979) è stato un attore, regista e produttore cinematografico statunitense.
Recitò con le attrici più celebri del cinema muto come Pola Negri, Gloria Swanson, Colleen Moore, Barbara La Marr, Viola Dana, Anna Q. Nilsson, Mary Astor e Blanche Sweet.

## Biografia
Nato ad Atlanta in Georgia, iniziò la sua carriera di attore cinematografico nel 1918, dopo aver lavorato a Broadway a fianco di Jeanne Eagles.
Nel 1923, dopo il successo ottenuto con il suo ruolo in Flaming Youth, ottenne delle parti da protagonista e si trovò a lavorare con molte delle dive dell'epoca. Il suo ruolo più importante è quello nel film Gli angeli dell'inferno (1930), dove recitò accanto a Jean Harlow. La pellicola ottenne un grandissimo successo e lanciò la Harlow nel firmamento delle dive, ma contribuì anche alla popolarità di Ben Lyon, che nei dieci anni seguenti sarà sempre molto richiesto.
Nel 1930 sposò la famosa attrice Bebe Daniels, con la quale formò una coppia tra le più importanti dello show business e con la quale collaborò artisticamente in diverse occasioni. Negli anni della guerra, i due si trasferirono a Londra, dove diventarono conduttori radiofonici per la BBC. La trasmissione Hi Gang, che scrissero e produssero, andò in onda poi per decenni e fu estremamente popolare durante la seconda guerra mondiale, quando fu trasmessa con regolarità durante il durissimo periodo dei bombardamenti sull'Inghilterra.
Nel 1946, in un periodo in cui lavorò per la 20th Century Fox, Lyon incontrò una giovane attrice alle prime armi, Norma Jeane Dougherty, che definì come "una nuova Jean Harlow". Organizzò per lei un provino a colori e la ragazza, con il nome di Marilyn Monroe, firmò il suo primo contratto con lo studio con un compenso mensile di 125 dollari per 6 mesi: era il 24 agosto 1946.
Negli anni sessanta la Daniels fu colpita da ripetuti ictus, e Lyon la assistette fino alla morte di lei nel 1971.
In seconde nozze, sposò un'altra attrice, Marian Nixon. Nel 1979, mentre si trovava in crociera con la moglie nei pressi di Honolulu, alle Hawaii, Lyon morì per un attacco cardiaco e fu sepolto all'Hollywood Forever Cemetery. Marion Nixon gli sopravvisse fino al 1983.

## Riconoscimenti
Per il suo contributo all'industria cinematografica, Ben Lyon ha una stella sulla Hollywood Walk of Fame.

## Filmografia
- The Transgressor, regia di Joseph Levering (1918)
- Open Your Eyes, regia di Gilbert P. Hamilton (1919)
- The Heart of Maryland, regia di Tom Terriss (1921)
- The Custard Cup, regia di Herbert Brenon (1923)
- Potash and Perlmutter, regia di Clarence G. Badger (1923)
- Flaming Youth, regia di John Francis Dillon (1923)
- Painted People, regia di Clarence G. Badger (1924)
- The White Moth, regia di Maurice Tourneur (1924)
- Il vino della giovinezza (Wine of Youth), regia di King Vidor (1924)
- Lily of the Dust, regia di Dimitri Buchowetzki (1924)
- Wages of Virtue, regia di Allan Dwan (1924)
- So Big, regia di Charles Brabin (1924)
- One Way Street, regia di John Francis Dillon (1925)
- The Necessary Evil, regia di George Archainbaud (1925)
- Winds of Chance, regia di Frank Lloyd (1925)
- The Pace That Thrills, regia di Webster Campbell (1925)
- La casa degli eroi (The New Commandment), regia di Howard Higgin (1925)
- Bluebeard's Seven Wives, regia di Alfred Santell (1925)
- The Reckless Lady, regia di Howard Higgin (1926)
- The Savage, regia di Fred C. Newmeyer (1926)
- The Great Deception, regia di Howard Higgin (1926)
- Prince of Tempters, regia di Lothar Mendes (1926)
- The Perfect Sap, regia di Howard Higgin (1927)
- High Hat, regia di James Ashmore Creelman (1927)
- The Tender Hour, regia di George Fitzmaurice (1927)
- Dance Magic, regia di Victor Halperin (1927)
- Per l'amore di Mike (For the Love of Mike), regia di Frank Capra (1927)
- Das tanzende Wien, regia di Frederic Zelnik (1927)
- The Air Legion, regia di Bert Glennon (1929)
- The Quitter, regia di Joseph Henabery (1929)
- Aquilotti (The Flying Marine), regia di Albert S. Rogell (1929)
- Lummox, regia di Herbert Brenon (1930)
- Francesina (Alias French Gertie), regia di George Archainbaud (1930)
- Gli angeli dell'inferno (Hell's Angels), regia di Howard Hughes e, non accreditati, Edmund Goulding, James Whale (1930)
- What Men Want, regia di Ernst Laemmle (1930)
- A Soldier's Plaything, regia di Michael Curtiz (1931)
- The Hot Heiress, regia di Clarence G. Badger (1931)
- Misbehaving Ladies, regia di William Beaudine (1931)
- Indiscreet, regia di Leo McCarey (1931)
- Aloha, regia di Albert S. Rogell (1931)
- L'eterna vicenda (My Past), regia di Roy Del Ruth (1931)
- West of the Rockies, regia di Bernard B. Ray (1931)
- L'angelo bianco (Night Nurse), regia di William A. Wellman (1931)
- Corsa alla vanità (Bought!), regia di Archie Mayo (1931)
- Her Majesty, Love, regia di William Dieterle (1931)
- Compromised, regia di John G. Adolfi (1931)
- Lady with a Past, regia di Edward H. Griffith (1932)
- Week Ends Only, regia di Alan Crosland (1932)
- L'espresso blu (By Whose Hand?), regia di Benjamin Stoloff (1932)
- Hat Check Girl, regia di Sidney Lanfield (1932)
- The Crooked Circle, regia di H. Bruce Humberstone (1932)
- Girl Missing, regia di Robert Florey (1933)
- Pescicani - Contrabbando giallo (I Cover the Waterfront), regia di James Cruze (1933)
- The Women in His Life, regia di George B. Seitz (1933)
- Alba di sangue (Crimson Romance), regia di David Howard (1934)
- Together We Live, regia di Willard Mack (1935)
- Frisco Waterfront, regia di Arthur Lubin, Joseph Santley (1935)
- Frenesia di danze (Dancing Feet), regia di Joseph Santley (1936)
- Down to the Sea, regia di Lewis D. Collins (1936)
- Stardust, regia di Melville W. Brown (1937)
- I Killed the Count, regia di Frederic Zelnick (1939)
- Confidential Lady, regia di Arthur B. Woods (1940)
- This Was Paris, regia di John Harlow (1942)
- The Dark Tower, regia di John Harlow (1943)
- Life with the Lyons, regia di Val Guest (1954)
- The Lyons in Paris, regia di Val Guest (1955)

## Riconoscimenti
- Celebrità della Hollywood Walk of Fame